# Liste des as espagnols de l'Armée rouge
Pilotes de chasse républicains espagnols ayant rejoint l'Union soviétique à l'issue de la guerre d'Espagne, en 1939, et qui prirent du service dans les forces aériennes de l'Armée rouge, obtenant de nombreux succès aériens contre l'Allemagne durant la Seconde Guerre mondiale.

## Liste des as
| Prénom et nom             | 1941-1945 | 1936-1939 |
| ------------------------- | --------- | --------- |
| Juan Lario Sanchez        | 35        | +7        |
| Vincente Beltran Rodrigo  | 20        |           |
| Francisco Merono Pellicer | 20        | +7        |
| Jose Pascual Santamaria   | 14        | +6        |
| Manuel Zarauca Claver     | 7         | +23       |
| Antonio Garcia Cano       | 6         | +12       |
| Domingo Bonilla           | 5         |           |
| Jose Luiz Larranaga       | 5         |           |

## Commentaires et sources

### Commentaires
Contrairement à leurs compatriotes nationalistes franquistes qui choisirent le camp de l'Axe et combattirent aux côtés de la Luftwaffe, les Espagnols qui optèrent pour le camp soviétique ne furent pas réunis dans une unité spécifiquement hispanique, mais dispersés à travers plusieurs régiments de chasse aérienne (IAP) ; et ceci contrairement à ce qui se passa pour les volontaires prosoviétiques français, polonais ou tchécoslovaques, qui, eux, furent regroupés dans des unités nationales, dont la plus célèbre reste en France l’escadron de chasse 1/30 Normandie-Niemen.
Les 35 victoires de Juan Lario Sanchez se répartissent en 27 victoires individuelles et 8 en coopération, auxquelles il faut ajouter ses 7 succès aériens remportés en Espagne.